# Goldhahngäßchen

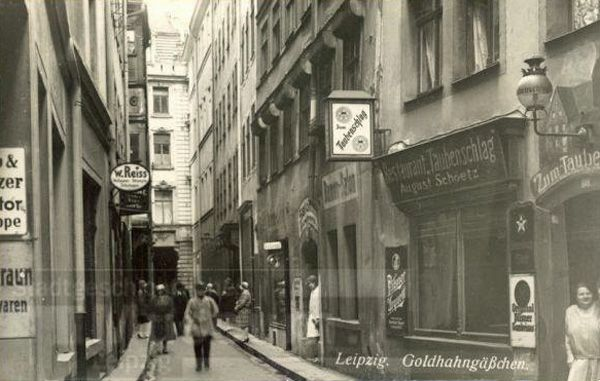
Das Goldhahngäßchen um 1930

Das Goldhahngäßchen war eine schmale Verbindungsstraße in der Leipziger Innenstadt zwischen der Nikolai- und der Reichsstraße. Jeweils ihren Enden gegenüber mündeten in der Reichsstraße das Böttchergäßchen
und in der Nikolaistraße Oelßners Hof.
Der Name der Straße geht auf das 16. Jahrhundert zurück und rührt von dem damaligen Besitzer des südlichen Eckgrundstücks zur Reichsstraße her, der Christian Goldhain (Goldhahn) hieß.
Das Goldhahngäßchen gehörte zum Leipziger Pelzgewerbezentrum um den Brühl. Im Leipziger Adressbuch von 1931 wird für 18 der verzeichneten Bewohner der acht Häuser der Gasse eine Tätigkeit im Rauchwarengewerbe angeführt.
Bekannter war die Gasse aber für ihre Bedeutung im Rotlichtmilieu. Literaturstellen dazu finden sich für das 19. und 20. Jahrhundert. Zum Beispiel war der junge Robert Schumann Gast in der Leipziger „Hurenstraße“. In seinem Ketzerbrevier von 1921 beschreibt Walter Mehring die Zustände im Goldhahngäßchen.
Beim Bombenangriff auf Leipzig am 4. Dezember 1943 wurde die Bebauung des Goldhahngäßchens fast völlig zerstört. Im Zusammenhang mit der Gestaltung des Sachsenplatzes Ende der 1960er Jahre wurde an der Reichsstraße eine siebengeschossige Wohnzeile mit Geschäftsräumen im Erdgeschoss quer über den Verlauf des Goldhahngäßchens errichtet. Auch der Zugang an der Nikolaistraße wurde in den 1980er Jahren als Lückenschluss im Anschluss an das Zeppelinhaus durch ein siebengeschossiges Gebäude in Plattenbauweise überbaut und damit der Verlauf des Goldhahngäßchens endgültig beseitigt.